# Шарль Жид
Шарль Жид (французька: [ʒid] ; 1847–1932) — французький економіст та історик економічної думки. Він був професором в Університеті Бордо, в Монпельє, в Університеті Парижа і, нарешті, в Колеж де Франс. Його племінником був письменник Андре Жид.

## Науковий внесок
Засновник Revue d'économie politique у 1887 році, Жид був прихильником французької історичної школи економіки.
Жид підтримував економіста Леона Вальраса, оскільки вони поділяли соціальну філософію, соціальну активність і зневагу до економіки «манчестерського стилю» журналістів.

## Громадська діяльність
На початку 1880-х років Жид працював з Едуаром де Бойвом, засновником кооперативу Abeille Nîmoise у 1884 році, та з колишнім фабрикантом Огюстом Марі Фабром. 
Ці троє чоловіків заснували французьку кооперативну філософію, яка стала відомою як Німська школа. Перший національний з'їзд Кооперативних товариств споживачів Франції відбувся в Парижі 27 липня 1885 року.
На цьому з'їзді було започатковано журнал «Емансипація» (l'Émancipation), який вперше вийшов друком 15 листопада 1886 року в Німі. 
Жид, де Бойв і Фабр були авторами журнальних статей.
Жид був активним учасником соціального протестантського руху, як і інші члени соціального Музею (Musée social), такі як Жюль Зігфрід (1837-1922), Едуард Грюнер (1849-1933), Анрі Моно (1843-1911) та П'єр-Поль Гюїсс (1841-1914). Як протестантський християнський соціаліст, Жид брав участь у прогресивній політиці Франції, підтримуючи філософію народного університету після справи Дрейфуса. Він сприяв створенню Школи вищих соціальних досліджень (École supérieure de sciences sociales) (1899). Крім того, він був серед перших викладачів Вищої школи журналістики в Парижі[1]. Разом зі Школою соціальних досліджень вона була заснована в 1899 році як одна з трьох великих шкіл, що розвинулися з Вільного коледжу соціальних наук, започаткованого в 1895 році.
Жид підтримав «Лігу за істину» (Union pour la Verite), створену філософом Полем Дежарденом у 1892 році на підтримку справи єврейського офіцера Альфреда Дрейфуса під час політичного скандалу, пов'язаного з ним. Жид цікавився реформаторськими проектами, такими як Альянс соціальної гігієни (Alliance d'Hygiène Sociale), створений у 1905 році, а також робив репортажі про виставку соціальної економіки на Всесвітній виставці в Парижі 1900 року.
Жид був поборником філософії кооперації, включаючи сільськогосподарські та споживчі кооперативи, протягом першої третини XX століття. Його книга «Споживчі кооперативи», яка була опублікована спочатку французькою мовою в 1904 році, а потім англійською в 1921 році, є класикою кооперативної економіки в традиціях кооперативного федералізму.

## Доробок
- Charles Gide – Écrits 1869–1886  (Charles Gide – Writings 1869–1886), Editions Harmattan/Committee for the edition of works of Charles Gide, Paris (1999)
- Principes d'economie politique, (1883) ISBN 978-1-4123-5251-2; translated to English as Principles of Political Economy (1924); 26th ed., Paris, Librairie du Recueil Sirey (1931).  On line edition Marcelle Bergeron, École polyvalente Dominique-Racine de Chicoutimi, Ville de Saguenay. [<span title="&nbsp;Dead link tagged November 2016">permanent dead link</span>‍]
- Économie sociale. Les institutions du progrès social au début du XXe siècle. Paris, Larose, 1905.
- Coopération et économie sociale 1886–1904 (1905).  Patrice Devillers. éd. L’Harmattan v. 4 (2001)
- Charles Gide, "Economic Literature in France at the Beginning of the Twentieth Century", The Economic Journal, Vol. 17, No. 66 (Jun., 1907), pp. 192–212. doi:10.2307/2220664doi:10.2307/2220664
- Cours d'economie politique (1909); Paris, Librairie de la Société du Recueil Sirey, 5e édition, refondue et augmentée  (1919)       On line ed. Marcelle Bergeron, École polyvalente Dominique-Racine de Chicoutimi, Province de Québec.
- Les Societes Cooperatives de Consomption, (1904);  translated to English as Consumers' Co-operative Societies (1921).
- A History of Economic Doctrines from the Time of the Physiocrats to the Present Day, with Charles Rist; tr. R. Richards.  London, George P. Harrap (1915).
- Les Colonies Communistes et Coopératives (1928, translated into English as Communist and Co-operative Colonies in 1930).

## Подальше читання
- Marc Penin. Charles Gide 1847–1932. L’esprit critique. Paris: l'Harmattan (1998).  ISBN 2-7384-6072-0ISBN 2-7384-6072-0

## Зовнішні посилання
- Newspaper clippings about Charles Gide in the 20th Century Press Archives of the ZBW
- Твори Шарль Жид у проєкті «Гутенберг»